# Dargov
Dargov (in ungherese Dargó) è un comune della Slovacchia facente parte del distretto di Trebišov, nella regione di Košice.